# Calligonum litwinowii
Calligonum litwinowii är en slideväxtart som beskrevs av Drobov. Calligonum litwinowii ingår i släktet Calligonum och familjen slideväxter. Inga underarter finns listade i Catalogue of Life.